# Eisbach (München)

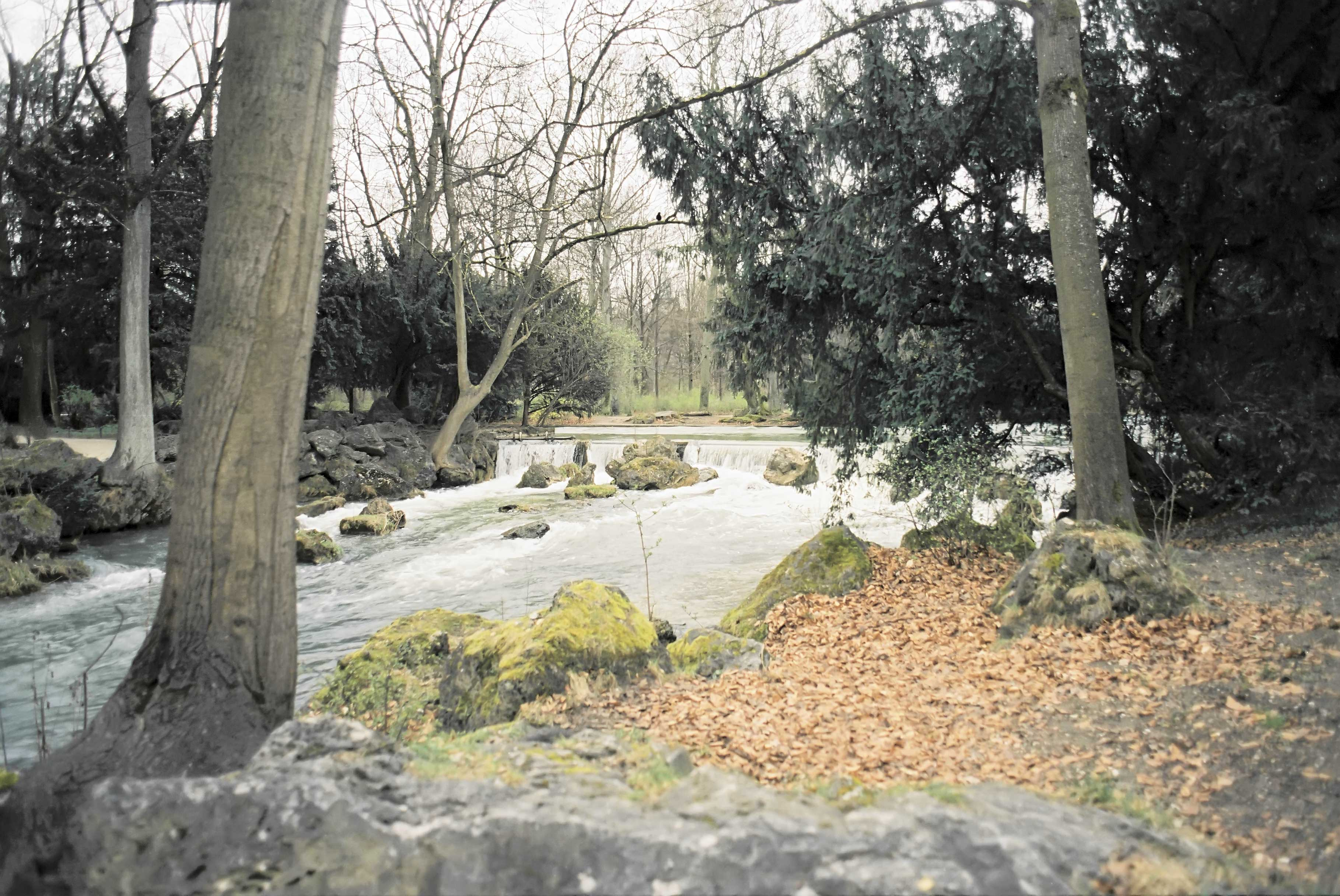
Eisbach

Eisbach là một suối nhân tạo dẫn nước từ phía bên trái dòng sông Isar. Nó là suối chạy mạnh nhất ở Englischer Garten ở München.

## Địa lý
Eisbach thuộc một nhóm suối trong thành phố mà đều dẫn nước từ sông Isar, và phần lớn chảy dưới mặt đất ở trung tâm thành phố München. Sau đó nó chaỷ ra từ cầu Eisbach vào Englischer Garten gần Haus der Kunst. Nó chảy dọc theo sông Isar khoảng 2 km Kilometer, và 500m sau cầu John-F.-Kennedy từ bên trái chạy trở vào sông này. Trước khi nhập vào thì một nhánh của nó lại tách ra chảy tiếp dưới mặt đất và sau 700m dưới Đập nước Oberföhring nhập vào sông Isar.

## Giải trí
Một bực đá tại chỗ nước luôn chảy mạnh ra khỏi cầu Eisbach chạy vào vườn Anh tạo nên một làn sóng cao khoảng nửa thước được ưa chuộng bởi dân lướt sóng, và cũng được dân chúng khắp nơi biết tới. Có một phim tài liệu chiếu trên rạp hát, Keep Surfing, nói về Eisbach và những người lướt sóng ở đây, có cả những người tới từ khắp mọi nơi trên thế giới. Khoảng 1 km sau chỗ lướt sóng này có một đoạn khác có sóng nhỏ dễ lướt hơn, nhưng vì có xây bê tông hai bên bờ suối, nên có thể nguy hiểm cho những người không chơi rành. Những người mới tập chơi tốt nhất nên dợt ở đoạn kinh đào Isar Floßlände ở Thalkirchen.
Tắm tại Eisbach không được cho phép, nhưng luật này không được thi hành nghiêm ngặc, cho nên vào mùa hè khi trời ấm người ta vẫn thấy có người bơi ở đây. Ít nhất đã có hai người chết ở suối này, một người biết bơi 2003, một người biết không bơi, mà có lẽ đã trợt xuống hay rơi xuống khi đang ngủ ở bờ suối vào tháng 2 năm 2007.

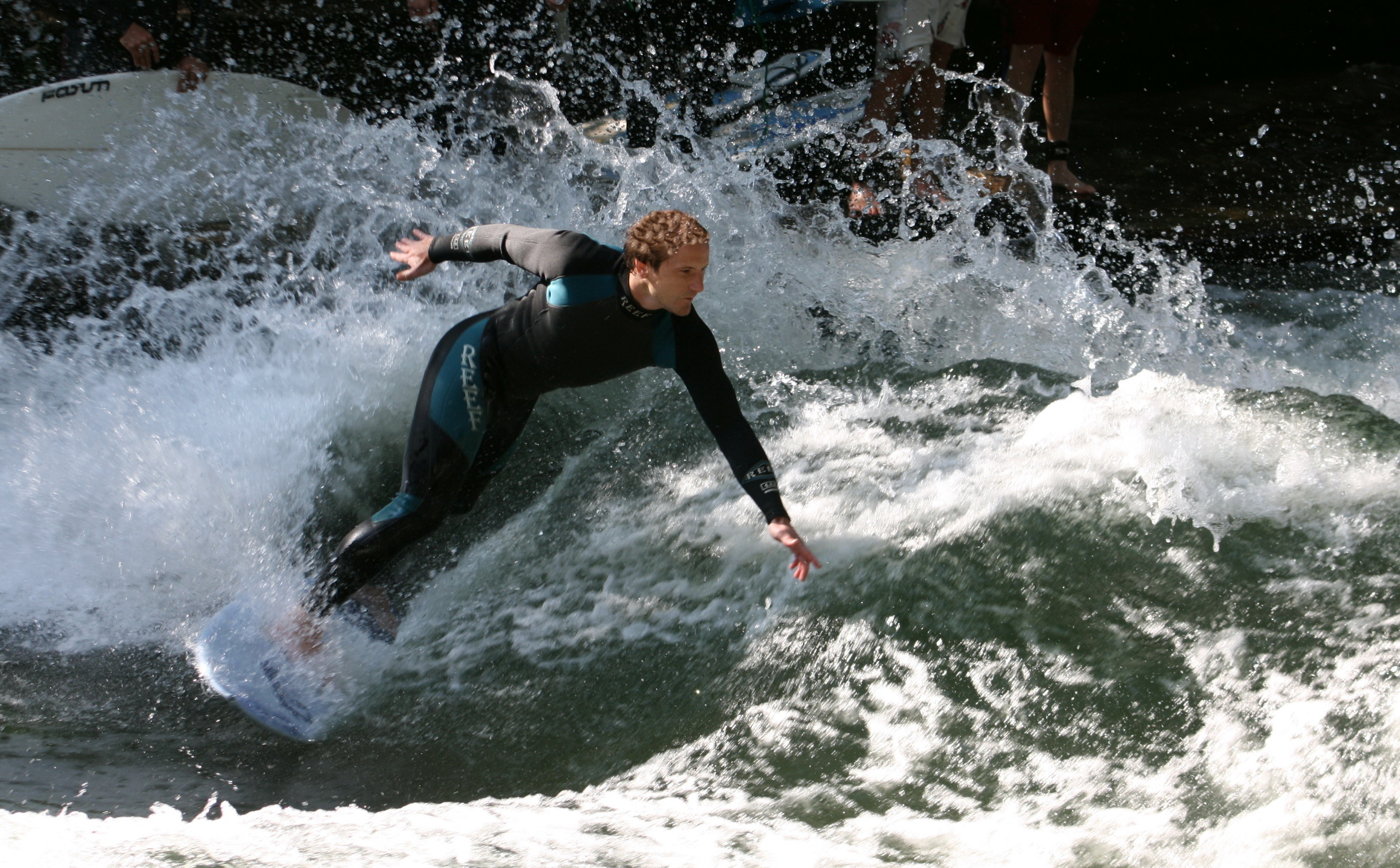
Người lướt sóng tại Eisbach
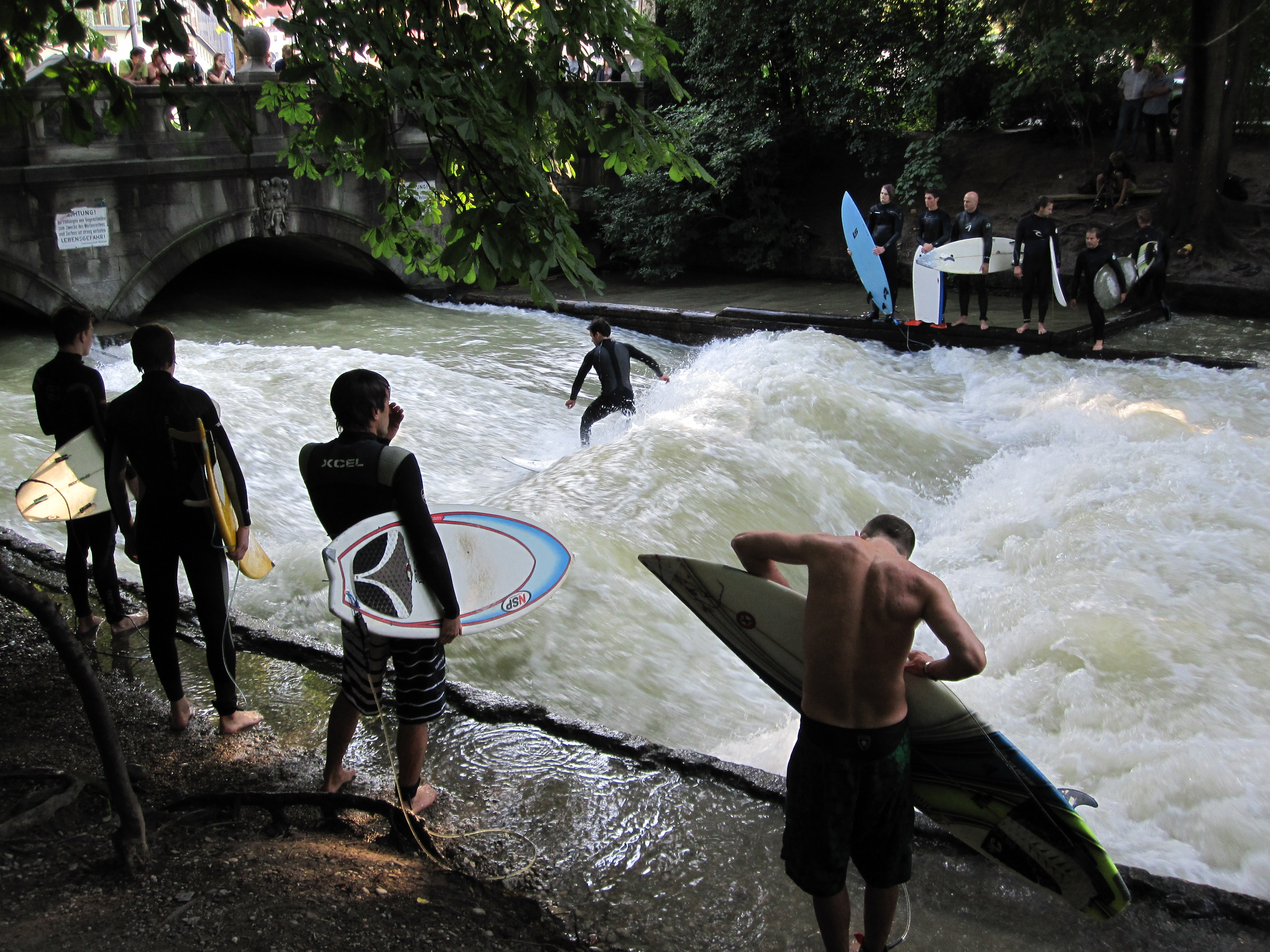
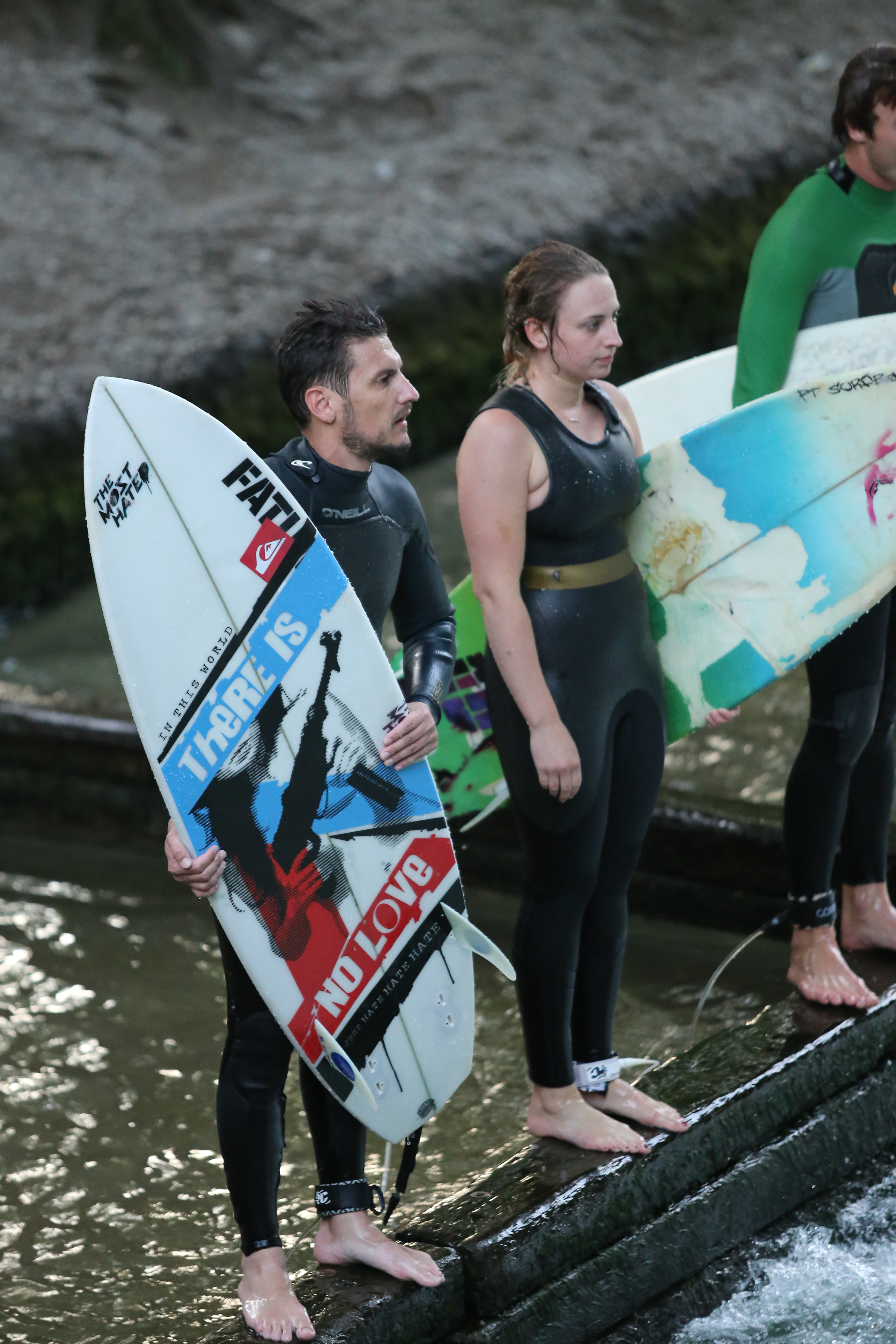
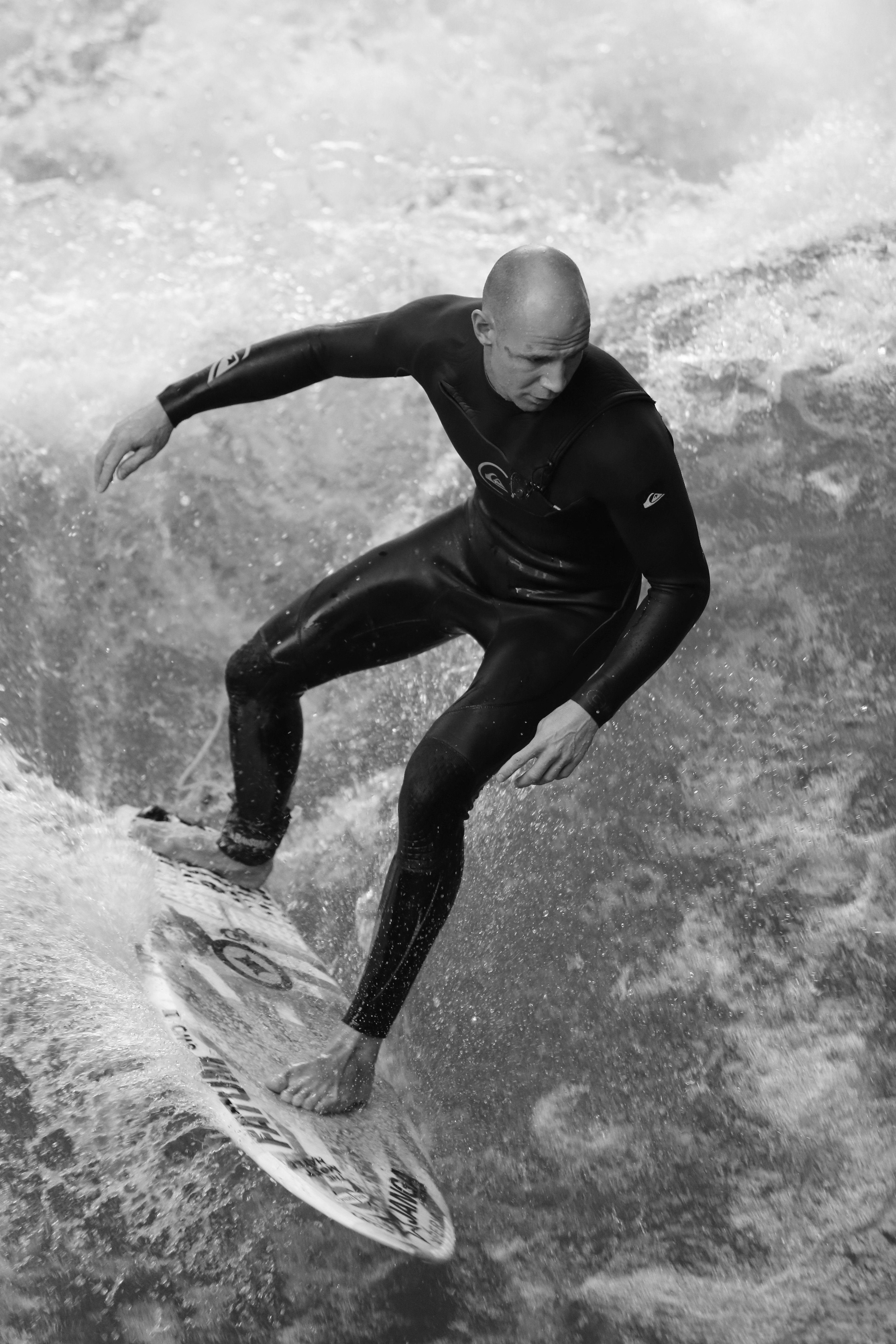

- Video